# 正統 (信仰)
正統（古希臘語：ὀρθός orthós，意指“正直”、“直截了當”、“正確”；或作δόxiα dóxa，意指“意見”、“信仰”）基本上意味著教義的正確性或對正確教義的堅持，其對立面為偏離這類觀點並因此被認為不正確而被拒絕的學說（異端）。基本上，每一種學說都認為自己是正統的，所以正統的歸屬是觀點問題。
然而，「正統」一詞的使用方式往往只部分符合其基本意義：差異主要存在於觀察的角度，可以是自我審視，也可以是外部觀察，後者是觀察的角度。或中立觀點必須加以區分。
- 正統教義常被用來描述盛行的教義。流行的學說壓倒了不同的學說，主導了公眾的看法，從而有效地定義了規範，即「正確」的學說。[3][4][5]
- 正統教義常被用來描述一種學說，特別是從現代的、開明的觀點來看，它被認為是特別落後和敵視改革的，因為東正教會在19世紀被視為落後的縮影，這意味著這個詞就帶有這樣的意義。猶太教正統派也是相關的案例。[6][7] 傳統主義是另一個相關的概念。[8][9]

## 參看
- 正統